# Beyond Justice
Beyond Justice è un film italiano del 1992 diretto da Duccio Tessari, girato in Marocco, e tratto dalla miniserie televisiva Il principe del deserto.

## Trama
L'ex agente CIA Tom Burton specializzato nel salvataggio di ostaggi dai terroristi, si reca in Marocco  con la donna d'affari Christine Sanders per salvare suo figlio, l'erede rapito nel deserto.